# Ахвледиани, Ясон Александрович
Ясо́н Алекса́ндрович Ахвледиа́ни (груз. იასონ ალექსანდრეს ძე ახვლედიანი, 1852 — 1940) — генерал-майор, герой русско-японской войны

## Биография
Родился 7 или 16 апреля 1852 года в селе Вани Кутаисской губернии, происходил из грузинских дворян. Образование получил в Кутаисской классической гимназии и Тифлисском пехотном юнкерском училище. В 1876 году выпущен прапорщиком в армейскую пехоту.
В 1877—1878 годах принимал участие в военных действиях против турок на Кавказе.
В 1898 году произведён в подполковники и с 1900 года командовал 253-м Грозненским резервным батальоном.
С началом русско-японской войны был переведён командиром батальона в 12-й пехотный Сибирский Барнаульский полк и принял участие в сражениях в Маньчжурии. За отличие был произведён в полковники. Высочайшим приказом от 13 февраля 1905 года он был награждён орденом св. Георгия 4-й степени
За то, что во время боя 11-го июля 1904 года, заметив, что японцы в больших силах направились в прорыв между нашими частями, бросился в штыки со своим баталионом и смял их.
Вслед за тем был назначен командиром 137-го пехотного Нежинского полка (по другим ошибочным данным он командовал 134-м пехотным Феодосийским полком). В 1906 году переведён на должность полкового командира в 155-й пехотный Кубинский полк и параллельно назначен комендантом крепости Аббас-Туман.
В январе 1911 года произведён в генерал-майоры и зачислен в запас, в следующем году вышел в отставку. Среди прочих наград имел ордена св. Владимира 4-й степени, св. Станислава 3-й степени и св. Анны 3-й степени.
В 1918—1921 годах был начальником Дома ветеранов Грузинской армии в Тифлисе. После установления в Закавказье советской власти проживал в Тбилиси, был на пенсии. Скончался в Тбилиси 19 января 1940 года, похоронен на Кукийском кладбище.
Его сын Ювеналий был штабс-капитаном 81-го пехотного Апшеронского полка, во время Первой мировой войны воевал на Юго-Западном фронте, награждён орденом св. Георгия 4-й степени. Убит в сентябре 1916 года.